# Râul Măguri
Râul Măguri este un curs de apă afluent al râului Timiș

## Hărți
- Harta județului Timiș